# Dendrobium paragnomus
Dendrobium paragnomus är en orkidéart som beskrevs av Paul Ormerod. Dendrobium paragnomus ingår i släktet Dendrobium, och familjen orkidéer. Inga underarter finns listade i Catalogue of Life.